# Бан (Северна Каролина)
Бан (енгл. Bunn) град је у америчкој савезној држави Северна Каролина.

## Демографија
По попису из 2010. године број становника је 344, што је 13 (-3,6%) становника мање него 2000. године.
| Група             | 2000.       | 2010.       |
| Белци             | 227 (63,6%) | 209 (60,8%) |
| Афроамериканци    | 107 (30,0%) | 97 (28,2%)  |
| Азијати           | 2 (0,6%)    | 0 (0,0%)    |
| Хиспаноамериканци | 11 (3,1%)   | 35 (10,2%)  |
| Укупно            | 357         | 344         |